# Мокат, Александр Михайлович
Александр Михайлович Мокат — советский хозяйственный, государственный и политический деятель, Герой Социалистического Труда.

## Биография
Родился в 1939 году в селе Большая Обрина. Член КПСС.
С 1956 года — на хозяйственной, общественной и политической работе. В 1956—1984 гг. — ученик Новогрудского училища механизации сельского хозяйства № 26, тракторист колхоза имени Царюка Кореличского района Гродненской области Белорусской ССР.
Указом Президиума Верховного Совета СССР от 12 декабря 1973 года присвоено звание Героя Социалистического Труда с вручением ордена Ленина и золотой медали «Серп и Молот».
Избирался депутатом Верховного Совета Белорусской ССР 8-го созыва и Верховного Совета СССР 10-го созыва.
Делегат XXV съезда КПСС.
Умер в Гродненской области в 1984 году.